# 邢锋
邢锋（1965年7月—），男，汉族，河南开封人，中国土木工程学者，中国工程院院士。现任暨南大学校长。

## 生平

### 清华大学
1981年以内蒙古自治区高考第二名入读清华大学化学工程系，1986年本科毕业后转入清华大学土木工程系攻读研究生。

### 深圳
1992年获得清华大学土木工程博士学位后到深圳大学任教，历任深圳大学建筑与土木工程学院党委副书记、党委书记，期间于1999年到香港理工大学展开博士后研究。
2005年1月，任深圳大学党委常委、副校长。2012年12月，任深圳大学党委副书记。
2014年5月，任深圳信息职业技术学院党委书记、校长。

### 广州
2016年1月，任广东省教育厅党组成员、副厅长。2019年10月，任广东省教育厅党组副书记。
2021年3月，任广州航海学院党委副书记、副院长。
2023年9月，任广州大学党委常委、副校长。
2024年1月，任暨南大学校长、党委副书记。

## 荣誉
长期从事高性能混凝土、混凝土结构耐久性与建筑固废资源化利用研究，以第一完成人获国家技术发明二等奖2项。
2009年11月，获得国家杰出青年科学基金资助。
2023年11月，当选中国工程院院士。